# 브라질리아 지하철

브라질리아 지하철의 노선도

브라질리아 지하철(브라질 포르투갈어: Metrô do Distrito Federal) 또는 연방구 지하철(브라질 포르투갈어: Metrô do Distrito Federal)은 브라질 브라질리아의 지하철이다.

## 같이 보기
- 지하철 목록